# Гуарене
Гуарѐне (на италиански: Guarene; на пиемонтски: Guaren-e, Гуарен-е) е малко градче и община в Северна Италия, провинция Кунео, регион Пиемонт. Разположено е на 360 m надморска височина. Населението на общината е 3476 души (към 2010 г.).